# Le Cormier
Le Cormier ist eine französische Gemeinde mit 361 Einwohnern (Stand: 1. Januar 2022) im Département Eure in der Region Normandie. Sie gehört zum Arrondissement Les Andelys und zum Kanton Pacy-sur-Eure. Die Einwohner werden Breuilpontois genannt.

## Geografie
Le Cormier liegt etwa 20 Kilometer ostsüdöstlich von Évreux. Umgeben wird Le Cormier von den Nachbargemeinden Caillouet-Orgeville im Norden und Osten, Boisset-les-Prévanches im Südosten, Fresney und Saint-Germain-de-Fresney im Süden, Le Val-David im Westen sowie Cierrey im Nordwesten. 

## Bevölkerungsentwicklung
| Jahr                      | 1962 | 1968 | 1975 | 1982 | 1990 | 1999 | 2006 | 2013 |
| Einwohner                 | 245  | 221  | 227  | 289  | 307  | 339  | 380  | 403  |
| Quelle: Cassini und INSEE |      |      |      |      |      |      |      |      |

## Sehenswürdigkeiten

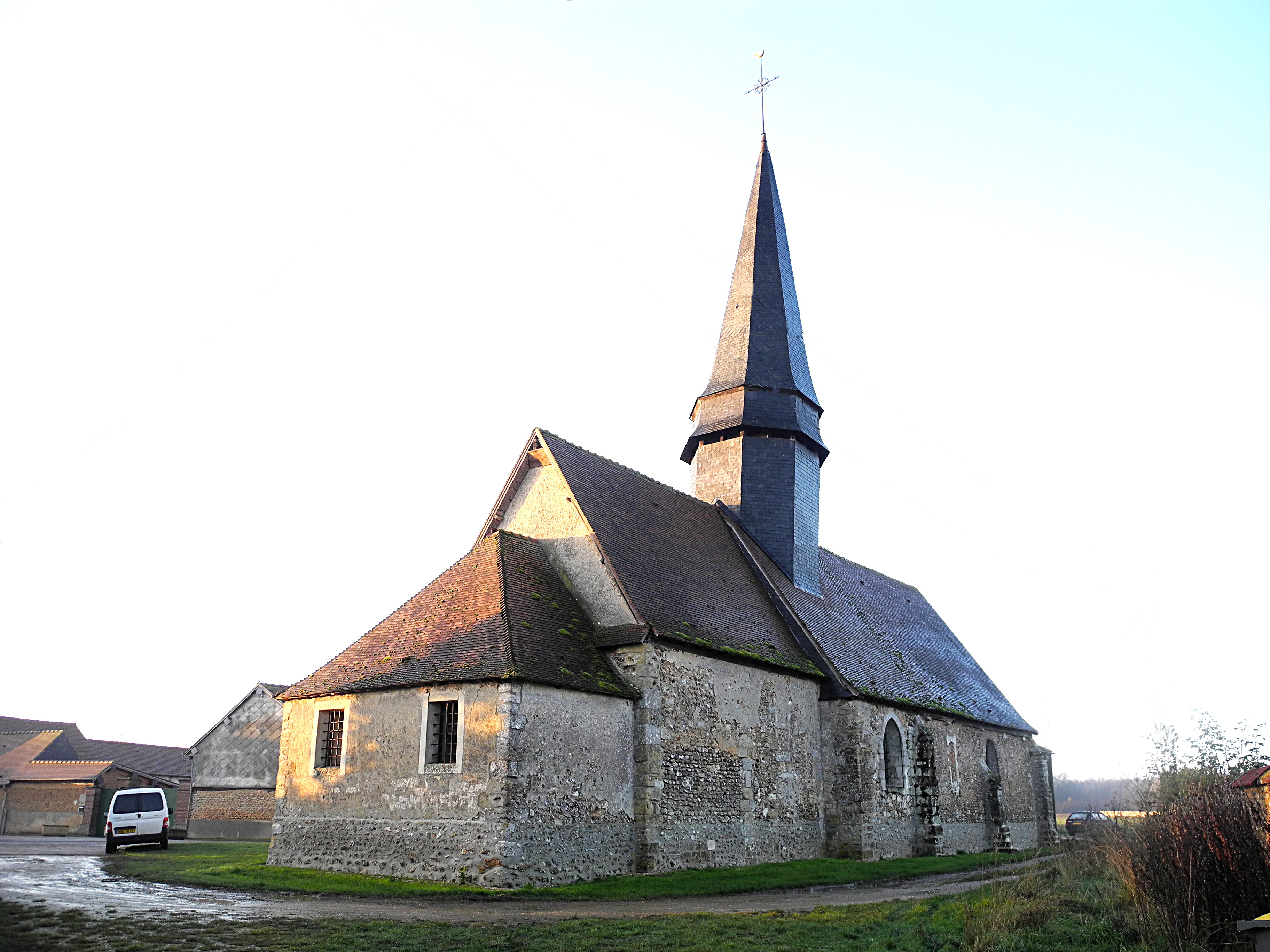
Kirche Notre-Dame

- Kirche Notre-Dame aus dem 16. Jahrhundert